# Sultan Dumalondong
Sultan Dumalondong is een gemeente in de Filipijnse provincie Lanao del Sur in het noorden van het eiland Mindanao. Bij de laatste census in 2007 had de gemeente bijna 17 duizend inwoners.

## Geografie

### Bestuurlijke indeling
Sultan Dumalondong is onderverdeeld in de volgende 7 barangays:
| - Bacayawan - Buta - Dinganun - Lumbac - Malalis - Pagalongan - Tagoranao |

## Demografie
Sultan Dumalondong had bij de census van 2007 een inwoneraantal van 16.693 mensen. Dit zijn 5.588 mensen (50,3%) meer dan bij de vorige census van 2000. De gemiddelde jaarlijkse groei komt daarmee uit op 5,78%, hetgeen hoger is dan het landelijk jaarlijks gemiddelde over deze periode (2,04%). Vergeleken met de census van 1995 is het aantal mensen met 10.317 (161,8%) toegenomen.

De bevolkingsdichtheid van Sultan Dumalondong was ten tijde van de laatste census, met 16.693 inwoners op 275,8 km², 60,5 mensen per km².